# Lista över fornlämningar i Falköpings kommun
Lista över fornlämningar i Falköpings kommun är en förteckning av ett urval av de fornlämningar som finns i Falköpings kommun.

## Bjurum
Se Lista över fornlämningar i Falköpings kommun (Bjurum)

## Bolum
Se Lista över fornlämningar i Falköpings kommun (Bolum)

## Borgunda
Se Lista över fornlämningar i Falköpings kommun (Borgunda)

## Brismene
Se Lista över fornlämningar i Falköpings kommun (Brismene)

## Broddetorp
Se Lista över fornlämningar i Falköpings kommun (Broddetorp)

## Brunnhem
Se Lista över fornlämningar i Falköpings kommun (Brunnhem)

## Börstig
Se Lista över fornlämningar i Falköpings kommun (Börstig)

## Dala
Se Lista över fornlämningar i Falköpings kommun (Dala)

## Falköping
Se Lista över fornlämningar i Falköpings kommun (Falköping)

## Fivlered
Se Lista över fornlämningar i Falköpings kommun (Fivlered)

## Floby
Se Lista över fornlämningar i Falköpings kommun (Floby)

## Friggeråker
Se Lista över fornlämningar i Falköpings kommun (Friggeråker)

## Grolanda
Se Lista över fornlämningar i Falköpings kommun (Grolanda)

## Gudhem
Se Lista över fornlämningar i Falköpings kommun (Gudhem)

## Gökhem
Se Lista över fornlämningar i Falköpings kommun (Gökhem)

## Göteve
Se Lista över fornlämningar i Falköpings kommun (Göteve)

## Hornborga
Se Lista över fornlämningar i Falköpings kommun (Hornborga)

## Hällestad
| Namn           | Lämningstyp                 | Tillkomsttid | Historisk indelning      | Plats | Läge                 | ID-nr          | Bild                                 |
| -------------- | --------------------------- | ------------ | ------------------------ | ----- | -------------------- | -------------- | ------------------------------------ |
| Hällestad 1:1  | Grav markerad av sten/block |              | Hällestad, Västergötland |       | 58.121865, 13.280855 | 10193800010001 | Ladda upp en bild av detta fornminne |
| Hällestad 1:2  | Grav markerad av sten/block |              | Hällestad, Västergötland |       | 58.121867, 13.280856 | 10193800010002 | Ladda upp en bild av detta fornminne |
| Hällestad 2:1  | Grav markerad av sten/block |              | Hällestad, Västergötland |       | 58.126406, 13.282663 | 10193800020001 | Ladda upp en bild av detta fornminne |
| Hällestad 6:1  | Stensättning                |              | Hällestad, Västergötland |       | 58.111502, 13.283751 | 10193800060001 | Ladda upp en bild av detta fornminne |
| Hällestad 7:1  | Gravfält                    |              | Hällestad, Västergötland |       | 58.110491, 13.281962 | 10193800070001 | Ladda upp en bild av detta fornminne |
| Hällestad 8:1  | Stensättning                |              | Hällestad, Västergötland |       | 58.111204, 13.282558 | 10193800080001 | Ladda upp en bild av detta fornminne |
| Hällestad 18:1 | Stensättning                |              | Hällestad, Västergötland |       | 58.109475, 13.279643 | 10193800180001 | Ladda upp en bild av detta fornminne |
| Hällestad 21:1 | Gravfält                    |              | Hällestad, Västergötland |       | 58.108013, 13.274174 | 10193800210001 | Ladda upp en bild av detta fornminne |
| Hällestad 24:1 | Stensättning                |              | Hällestad, Västergötland |       | 58.129112, 13.264863 | 10193800240001 | Ladda upp en bild av detta fornminne |
| Hällestad 32:1 | Stensättning                |              | Hällestad, Västergötland |       | 58.088587, 13.302010 | 10193800320001 | Ladda upp en bild av detta fornminne |

## Håkantorp
Se Lista över fornlämningar i Falköpings kommun (Håkantorp)

## Högstena
Se Lista över fornlämningar i Falköpings kommun (Högstena)

## Jäla
Se Lista över fornlämningar i Falköpings kommun (Jäla)

## Karleby
Se Lista över fornlämningar i Falköpings kommun (Karleby)

## Kinneved
Se Lista över fornlämningar i Falköpings kommun (Kinneved)

## Kälvene
Se Lista över fornlämningar i Falköpings kommun (Kälvene)

## Luttra
Se Lista över fornlämningar i Falköpings kommun (Luttra)

## Marka
Se Lista över fornlämningar i Falköpings kommun (Marka)

## Mularp
Se Lista över fornlämningar i Falköpings kommun (Mularp)

## Norra Åsarp
Se Lista över fornlämningar i Falköpings kommun (Norra Åsarp)

## Näs
Se Lista över fornlämningar i Falköpings kommun (Näs)

## Segerstad
Se Lista över fornlämningar i Falköpings kommun (Segerstad)

## Skörstorp
Se Lista över fornlämningar i Falköpings kommun (Skörstorp)

## Slöta
Se Lista över fornlämningar i Falköpings kommun (Slöta)

## Smula
Se Lista över fornlämningar i Falköpings kommun (Smula)

## Solberga
Se Lista över fornlämningar i Falköpings kommun (Solberga)

## Stenstorp
Se Lista över fornlämningar i Falköpings kommun (Stenstorp)

## Sätuna
Se Lista över fornlämningar i Falköpings kommun (Sätuna)

## Södra Kyrketorp
Se Lista över fornlämningar i Falköpings kommun (Södra Kyrketorp)

## Sörby
Se Lista över fornlämningar i Falköpings kommun (Sörby)

## Tiarp
Se Lista över fornlämningar i Falköpings kommun (Tiarp)

## Torbjörntorp
Se Lista över fornlämningar i Falköpings kommun (Torbjörntorp)

## Trävattna
| Namn           | Lämningstyp                 | Tillkomsttid | Historisk indelning      | Plats | Läge                 | ID-nr          | Bild                                 |
| -------------- | --------------------------- | ------------ | ------------------------ | ----- | -------------------- | -------------- | ------------------------------------ |
| Trävattna 3:1  | Stensättning                |              | Trävattna, Västergötland |       | 58.161078, 13.268928 | 10206700030001 | Ladda upp en bild av detta fornminne |
| Trävattna 7:1  | Stenkrets                   |              | Trävattna, Västergötland |       | 58.165956, 13.261832 | 10206700070001 | Ladda upp en bild av detta fornminne |
| Trävattna 8:1  | Stenkrets                   |              | Trävattna, Västergötland |       | 58.158152, 13.277510 | 10206700080001 | Ladda upp en bild av detta fornminne |
| Trävattna 9:1  | Stensättning                |              | Trävattna, Västergötland |       | 58.148575, 13.272576 | 10206700090001 | Ladda upp en bild av detta fornminne |
| Trävattna 14:1 | Grav markerad av sten/block |              | Trävattna, Västergötland |       | 58.135471, 13.281538 | 10206700140001 | Ladda upp en bild av detta fornminne |
| Trävattna 15:1 | Gravfält                    |              | Trävattna, Västergötland |       | 58.170320, 13.250814 | 10206700150001 | Ladda upp en bild av detta fornminne |
| Trävattna 24:1 | Hällristning                |              | Trävattna, Västergötland |       | 58.161428, 13.266402 | 10206700240001 | Ladda upp en bild av detta fornminne |
| Trävattna 25:1 | Stensättning                |              | Trävattna, Västergötland |       | 58.157234, 13.295871 | 10206700250001 | Ladda upp en bild av detta fornminne |
| Trävattna 26:1 | Stensättning                |              | Trävattna, Västergötland |       | 58.153977, 13.294046 | 10206700260001 | Ladda upp en bild av detta fornminne |
| Trävattna 45   | Stensättning                |              | Trävattna, Västergötland |       | 58.148397, 13.271638 | 12000000063603 | Ladda upp en bild av detta fornminne |

## Ugglum
Se Lista över fornlämningar i Falköpings kommun (Ugglum)

## Ullene
Se Lista över fornlämningar i Falköpings kommun (Ullene)

## Valtorp
Se Lista över fornlämningar i Falköpings kommun (Valtorp)

## Vartofta-Åsaka
Se Lista över fornlämningar i Falköpings kommun (Vartofta-Åsaka)

## Vilske-Kleva
Se Lista över fornlämningar i Falköpings kommun (Vilske-Kleva)

## Vistorp
Se Lista över fornlämningar i Falköpings kommun (Vistorp)

## Vårkumla
Se Lista över fornlämningar i Falköpings kommun (Vårkumla)

## Yllestad
Se Lista över fornlämningar i Falköpings kommun (Yllestad)

## Åsle
Se Lista över fornlämningar i Falköpings kommun (Åsle)

## Östra Tunhem
Se Lista över fornlämningar i Falköpings kommun (Östra Tunhem)